# Stapelia arenosa
Stapelia arenosa là một loài thực vật có hoa trong họ La bố ma. Loài này được C.A. Lückh. miêu tả khoa học đầu tiên năm 1935.